# Boltzmann-Medaille
Die Boltzmann-Medaille (englisch Boltzmann Medal) ist eine Auszeichnung der Internationalen Union für Reine und Angewandte Physik (IUPAP) für herausragende Leistungen in der statistischen Physik. Sie wird alle drei Jahre auf der Statphys-Tagung der IUPAP verliehen und ist nach Ludwig Boltzmann benannt, dessen Konterfei die Medaille trägt. Sie gilt als eine der höchsten Auszeichnungen in der statistischen Physik – als deren Gründungsväter Boltzmann und Maxwell gelten – und wird nur an Physiker verliehen, die noch nicht den Nobelpreis erhielten.

## Preisträger
- 1975 Kenneth Wilson
- 1977 Ryōgo Kubo
- 1980 Rodney Baxter
- 1983 Michael E. Fisher
- 1986 David Ruelle und Jakow Grigorjewitsch Sinai
- 1989 Leo Kadanoff
- 1992 Joel Lebowitz und Giorgio Parisi
- 1995 Samuel Edwards
- 1998 Elliott Lieb und Benjamin Widom
- 2001 Bernie Alder und Kyozi Kawasaki
- 2004 E. G. D. Cohen und Eugene Stanley
- 2007 Kurt Binder und Giovanni Gallavotti
- 2010 John Cardy und Bernard Derrida
- 2013 Giovanni Jona-Lasinio und Harry Swinney
- 2016 Daan Frenkel und Yves Pomeau
- 2019 Herbert Spohn
- 2022 Deepak Dhar und John Hopfield
- 2025 Yoshiki Kuramoto und Mehran Kardar